# Johann Friedrich d’Orville
Johann Friedrich d’Orville (* 14. November 1785 in Frankfurt am Main; † 28. Juni 1882 in Oberursel) war ein deutscher Kaufmann und Politiker.
Der Angehörige der Familie d’Orville lebte in der Freien Stadt Frankfurt als Kaufmann. Er war Teilhaber der Firma Alexander Gontard & Co., einem Seidenwarengroßhandel. Von 1843 bis 1852 war er Mitglied der Frankfurter Handelskammer. 1854 bis zum Ende der freien Stadt 1866 gehörte er der Ständigen Bürgerrepräsentation an.